# Філоктет

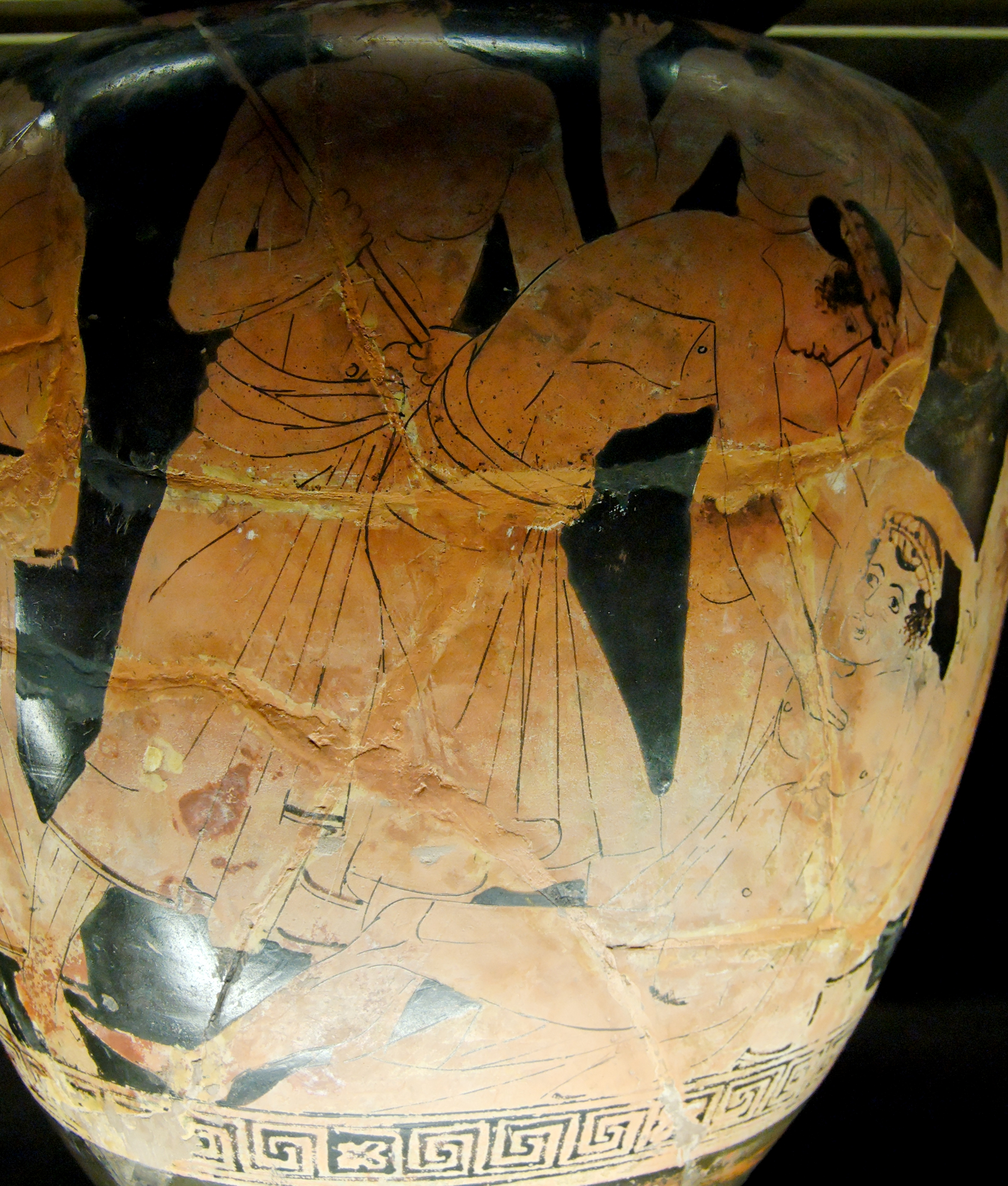

Філокте́т (грец. Φιλοκτήτης) — син Пеанта й Демонасси — один із грецьких героїв Троянської війни.
У поході на Трою був одним з командувачів грецького війська, очолив фессалійське військо, але по дорозі його вкусила змія, і він з невигойною раною, що смерділа, залишився на острові Лемнос (існує декілька варіантів опису подій, зокрема, що змія вкусила Філоктета під час жертвопринесення або під час бенкету на острові Тенедос).
Розповіді про подальшу долю Філоклета були створені представниками кіклічного епосу, а також трагіками, зокрема Софоклом (трагедія «Філоктет»). Згідно з цими розповідями, Філоклет був другом і зброєносцем Геракла, а також досвідченим стрільцем із лука. В нагороду за те, що він спорудив і запалив на горі Ете вогнище для Геракла, коли той хотів покінчити життя самогубством, Геракл подарував йому свій лук з отруєними стрілами. Коли виявилося, що без стріл Філоклета Троя не може бути взятою, Одісей з Діомедом (Неоптолемом) прибули на Лемнос за Філоклетом. У таборі ахейців Аполлон приспав стрільця, а Махаон розтяв рану й вичистив її; незабаром рана загоїлася. Філоктет убив Паріса і великою мірою сприяв захопленню греками Трої.
На відміну від трагедії Софокла роботи Есхіла та Евріпіда не збереглись.